# 636 (numero)
Seicentotrentasei è il numero naturale dopo il 635 e prima del 637.

## Proprietà matematiche
- È un numero pari.
- È un numero composto, con i seguenti 12 divisori: 1, 2, 3, 4, 6, 12, 53, 106, 159, 212, 318, 636. Poiché la somma dei suoi divisori (escluso il numero stesso) è 876 > 636, è un numero abbondante.
- È un numero palindromo e un numero ondulante nel sistema numerico decimale.
- È un numero di Smith nel sistema numerico decimale.
- È la somma di 10 numeri primi consecutivi (43 + 47 + 53 + 59 + 61 + 67 + 71 + 73 + 79 + 83).
- È un numero rifattorizzabile in quanto divisibile per il numero dei propri divisori.
- È un numero 44-gonale.
- È un numero congruente.
- È un numero malvagio.

## Astronomia
- 636 Erika è un asteroide della fascia principale del sistema solare.
- NGC 636 è una galassia ellittica della costellazione della Balena.

## Astronautica
- Cosmos 636 è un satellite artificiale russo.